# عمر أيوب خان
عمر أيوب خان (بالأردوية: عمر ایوب خان)‏ (بالإنجليزية: Omar Ayub Khan)‏ هو سياسي باكستاني، ولد في 26 يناير 1970. حزبياً، نشط في الرابطة الإسلامية الباكستانية. وقد انتخب عضو الدورة ال 15 في الجمعية الوطنية في باكستان ‏ عن دائرة إن إيه-17 وقد انضم خلال فترته النيابية ‏  للكتلة البرلمانية حركة الإنصاف الباكستانية وانتخب عضو الدورة الرابعة عشر في الجمعية الوطنية في باكستان ‏ عن دائرة NA-19 (Haripur) ‏ وقد انضم خلال فترته النيابية ‏ (يناير 2014 – يونيو 2015)  للكتلة البرلمانية الرابطة الإسلامية الباكستانية.